# Vellalapatti
A.Vellalapatti là một thị xã panchayat của quận Madurai, bang Tamil Nadu của Ấn Độ.

## Nhân khẩu
Theo điều tra dân số năm 2001 của Ấn Độ, A.Vellalapatti có dân số 7068 người. Phái nam chiếm 50% tổng số dân và phái nữ chiếm 50%. A.Vellalapatti có tỷ lệ 58% biết đọc biết viết, thấp hơn tỷ lệ trung bình toàn quốc là 59,5%: tỷ lệ cho phái nam là 68%, và tỷ lệ cho phái nữ là 48%. Tại A.Vellalapatti, 12% dân số nhỏ hơn 6 tuổi.